# Kettenwirkmaschine
Kettenwirkmaschine ist zum einen ein Sammelbegriff für alle maschenbildenden Maschinen, auf denen Kettfadenscharen durch das textiltechnische Verfahren Wirken zu Maschenwaren verarbeitet werden, wobei folgende drei Gruppen unterschieden werden: Kettenwirkautomaten, Raschelmaschinen und Häkelgalonmaschinen
Zum anderen wird der Begriff Kettenwirkmaschine häufig für die Trikot-Kettenwirkmaschine (Synonym: Kettenwirkautomat) gebraucht, worauf im Folgenden speziell eingegangen werden soll.
Die Kettenwirkmaschine wurde aus dem Handkettenstuhl entwickelt, als dessen Erfinder der Engländer Josiah Crane aus Edmonton genannt wird. Das Erfindungsjahr soll 1768 gewesen sein. Es gibt auch Quellen, die angeben, dass dieses Wirkgerät erst 1780 in Frankreich erfunden worden sein. Der Handkettenstuhl kombinierte die Kette des Webstuhls mit der Arbeitsweise des Handkulierstuhls. Die Mechanisierung erfolgte ab 1807 durch die Erfindung einer Triebwelle mit Hubscheiben von S. Orgill. Die Kettenwirkmaschinen kamen ab Mitte des 19. Jahrhunderts nach Deutschland, wo sie besonders in Sachsen eine Weiterentwicklung erfuhren.

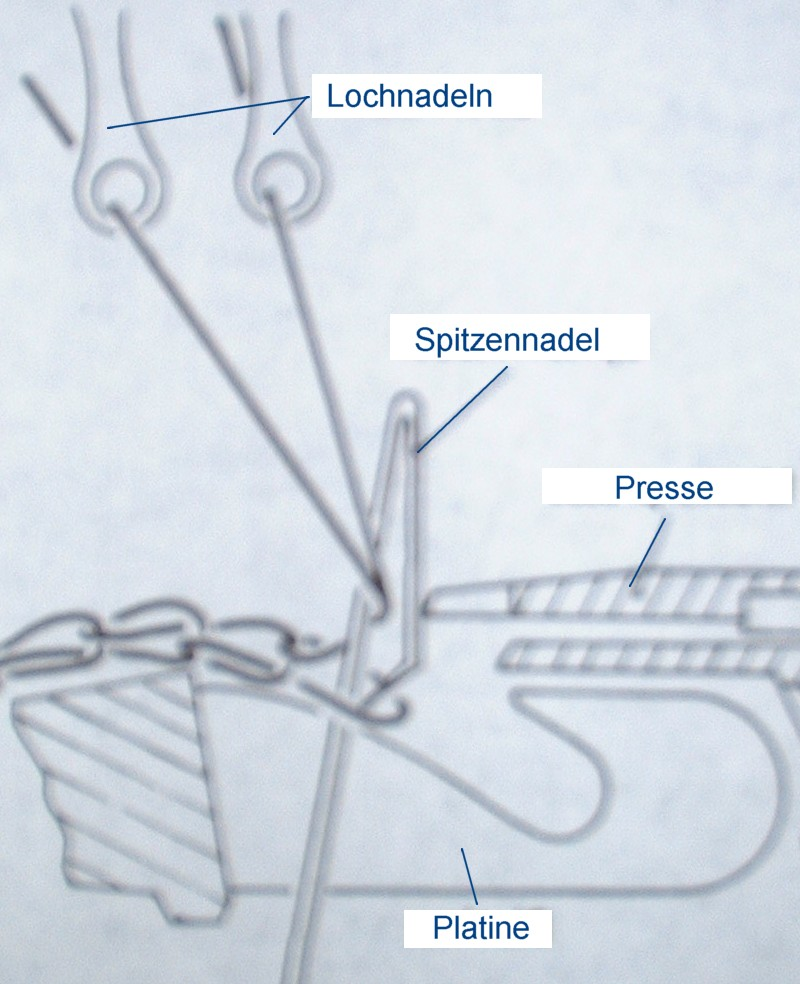
Wirkwerkzeuge einer Kettenwirkmaschine

Zu den Hauptwirkwerkzeugen (Wirkelementen) zur Maschenbildung gehören:
- Schieber- oder Spitznadeln, in einem oder zwei Systemen geradlinig angeordnet
- Lochnadeln auf 1–4 Legebarren angebracht
- Platinen (dünne Blechstreifen zwischen den Wirknadeln, mit unterschiedlichen Funktionen)
- einige Hilfswerkzeuge wie Pressen für Spitznadeln u. ä.

Der Maschenbildungsvorgang lässt sich anhand der Zeichnung (rechts) kurz erklären:
Eine Maschenschleife wird mit Hilfe der Lochnadel auf den Kopf der Spitznadel gelegt. Während die Nadel hoch steigt, sinkt die Schleife zum Nadelschaft. Inzwischen wurde eine neue Schleife gelegt, die Nadel bewegt sich in Richtung Presse, durch deren Druck sich die Nadelspitze schließt. Die alte Maschenschleife kann über die Spitze hochgezogen und (mit Hilfe der Platine) zum fertigen Gewirke abgeschlagen werden.
Alle Arbeitselemente, z. B. Nadeln, Lochnadeln oder Einschließ-Abschlagplatinen sind an Barren befestigt, die über die gesamte Maschinenbreite verlaufen. Somit können sie sich nur gemeinsam mit der entsprechend Barre (Nadelbarre, Lochnadelbarre oder Einschließ-Abschlagplatinenbarre) bewegen.
Die Arbeitsbreite der Kettenwirkautomaten wird in englischen Zoll (Einheitenzeichen in; 1 in = 2,54 cm) angegeben. Übliche Arbeitsbreiten sind 130, 136, 170, 180 und 218 in. Die Maschinenfeinheit, d. h. die Anzahl der Nadeln eines Nadelträgers je Bezugslänge, beträgt E18 bis 50, was 18 bis 50 Nadeln pro englisch Zoll bedeutet. Die Geschwindigkeiten bei Kettenwirkautomaten erreichen bis zu 4.400 Umdrehungen (=Maschenreihen) pro Minute.
Die Kettenwirkautomaten sind in der Regel spezialisiert auf Herstellung bestimmter Produkte. Zur speziellen Ausstattung gehören zum Beispiel
- Zwei Legebarren für normales Garn kombiniert mit einem Legebarren für Elastomere oder
- Maschinen mit Wirkwerkzeugen für Frottierherstellung.

Es werden fast ausschließlich Filamentketten verarbeitet, die Produktion ist vorwiegend ausgerichtet auf Maschenware für Damenunterwäsche, Bezüge für Möbel und Autositze, Sportbekleidung und verschiedene Netze.